# Sikfors
Sikfors est une localité de la commune de Piteå dans le comté de Norrbotten en Suède.
Sa population était de 198 habitants en 2015.